# Bootanelleus longifasciatus
Bootanelleus longifasciatus är en stekelart som först beskrevs av Girault 1915.  Bootanelleus longifasciatus ingår i släktet Bootanelleus och familjen gallglanssteklar. Inga underarter finns listade.